# Sri Chinmoy Marathon Team
Le Sri Chinmoy Marathon Team (SCMT) est un club de course à pied international fondé en 1977 par Sri Chinmoy, réputé pour ses ultra-marathons. Aujourd'hui, les courses vont du 2 miles (3,218 km) au 3100 miles (4 988,966 km), la plus longue épreuve certifiée au monde, mais les épreuves comprennent également des triathlons, événements pluridisciplinaires, nages de longue distance et masters sur piste. Le SCMT a organisé plusieurs championnats nationaux dans le cadre desquels de nombreux records du monde ont été enregistrés,.

## Histoire

### Création

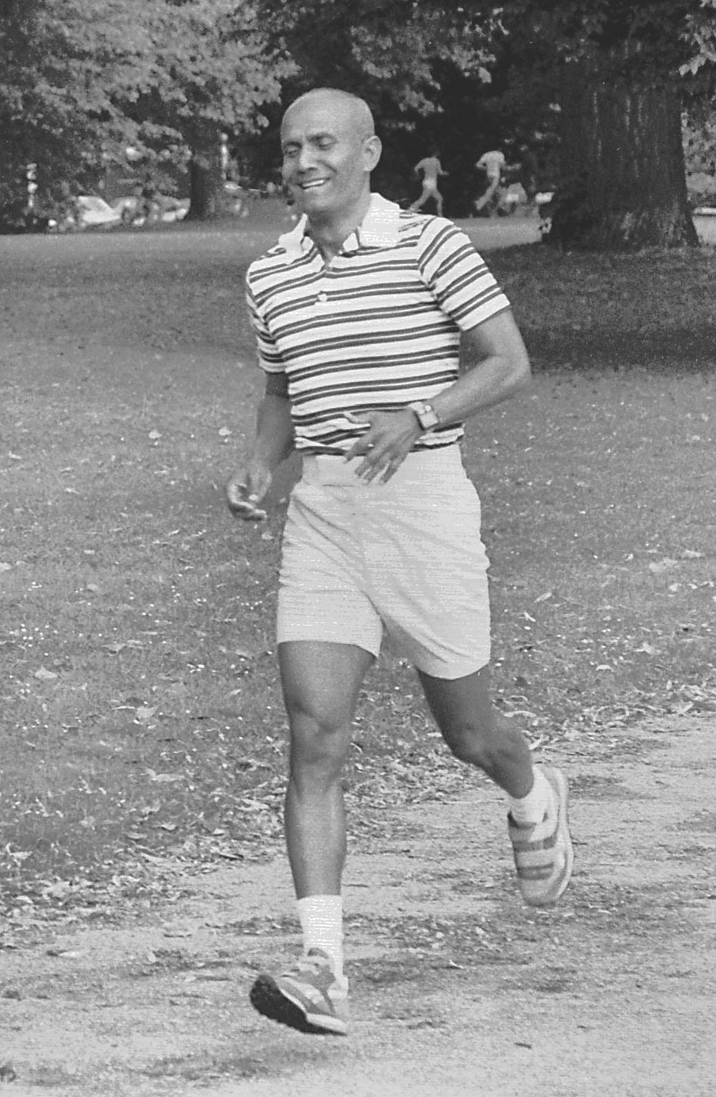
Sri Chinmoy à Zurich en 1980

Le Sri Chinmoy Marathon Team (l'Équipe de Marathon de Sri Chinmoy) est formé à New York à l'automne de 1977 par des étudiants du philosophe Indien, le but étant d'organiser des courses de différentes distances. Sri Chinmoy pense que la tenue de courses pour le public donnera à la communauté des coureurs la joie d'une compétition amicale. Il a d'ailleurs toujours encouragé ses élèves à s'entraîner régulièrement et à se concurrencer, estimant que la course à pied est un sport idéal pour améliorer la condition physique et le bien-être. Dans sa jeunesse, Sri Chinmoy fut un champion de décathlon, sprinter, footballeur et entraîneur de volleyball dans la communauté où il vécut pendant 20 ans.

### Développement
Alors que l'engouement pour la course à pied grandit, le SCMT commence à organiser des courses sur des boucles d'un mile (1,609 m) ou deux kilomètres, en utilisant des parcours plats, afin que les coureurs aient les meilleures chances de réussir. De cette façon, le ravitaillement est toujours disponible, ainsi qu'un comptage précis et un soutien chaleureux. 1979 voit le premier marathon et semi-marathon organisés à Flushing Meadow, ainsi que des triathlons. Puis, le SCMT propose progressivement des courses plus longues, 70 miles, 100 miles, 24 heures et 5 jours.
Le SCMT développe également une relation spéciale et unique avec le New York Road Runners, le plus grand club de course à pied aux États-Unis, et apporte régulièrement son soutien dans leur championnat national des 100 miles ainsi que dans leur 6 jours à Randall's Island. Le SCMT participe également au marathon de New York avec plusieurs centaines de ses coureurs chaque année, ainsi que l'accompagnement dans son organisation et l'installation de stations d'aide le long du parcours, et le nettoyage à Central Park après la course.
En 1985, le SCMT organise la première course de 1 000 miles dans le parc de Flushing Meadow. Trois coureurs complètent réellement la distance dans le délai imparti, dont le Nord-Américain Don Choi de San Francisco qui mène la course et termine en 15 jours, 6 heures et 24 minutes. La même année, le SCMT propose les premières rencontres pour athlètes de plus de 40 ans avec les Sri Chinmoy Masters Games. De nombreux anciens champions régionaux et nationaux et d'anciens champions olympiques, y compris la légende du disque Al Oerter, participent aux Jeux. Des événements similaires sont maintenant organisés sur la côte Ouest des États-Unis et en Europe.
Sri Chinmoy estime que des courses plus longues inspirerait un défi pour les coureurs d’ultra-marathon. L'Ultra Trio nait en 1987 – un ensemble de trois ultras de 700, 1 000 et 1 300 miles (2 092 km). La même année, Sri Chinmoy propose également une nouvelle aventure, la Sri Chinmoy Oneness-Home Peace Run, un relais parcourant 55 pays à travers le monde et portant un flambeau symbolisant la paix. Le public est encouragé à participer et les responsables locaux et nationaux adoptent l'événement. La Peace Run est maintenant un événement biennal, attirant des millions de participants dans plus de 150 pays. L'événement américain traverse les 50 états, avec des milliers de coureurs se relayant. Les politiciens, les monarques, les chefs d'État, les célébrités et les personnes de tous horizons participent et tiennent la torche.

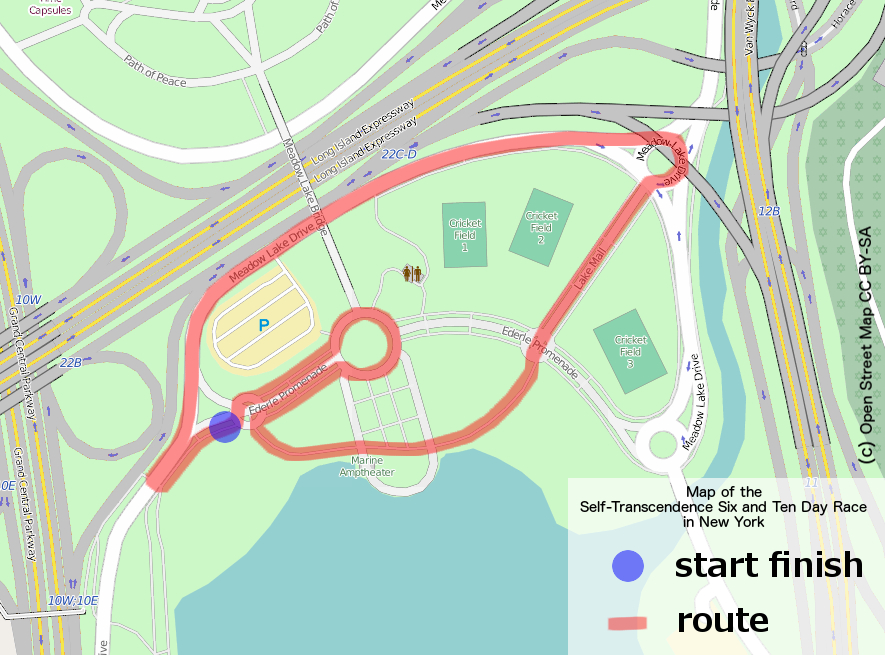
Parcours du 6 et 10 jours à Flushing Meadows

En 1996, Le SCMT passe sa course de 7 à 10 jours et les Ten and Six Day Races voient leur 22e édition en 2017. L'année suivante, c'est le 2 700 miles qui voit son extension portée à 3 100 miles et la Self-Transcendence 3100 Mile Race en est à sa 21e édition en 2017.
Des branches du SCMT sont créées dans près d'une centaine de pays dans le monde. Aujourd'hui, le Triathlon Sri Chinmoy en Australie est le championnat national de longue distance, ainsi que la course sur route de 100 km. Les courses de 24 heures en Europe sont reconnues, en particulier en Angleterre, en Allemagne et en Suisse. En 1993, lors des 24 heures de Bâle, 120 coureurs représentants 15 pays participent en présence de Malcolm Campbell, président de l'Association Internationale des Ultrarunners (IAU).

### Performances mondiales
En 1980, est créé la première course de 24 heures à Greenwich, Ct. Dans cette course, Marcy Schwam, pionnière américaine, établit trois records mondiaux sur piste sur 50 miles, 100 km et 100 miles. L'année suivante, dans la même course, Cahit Yeter, de New York, réalise la meilleure performance nord-américaine avec 155 miles (250 km) et Sue Medaglia établit un record mondial pour les femmes avec plus de 126 miles (203 km).

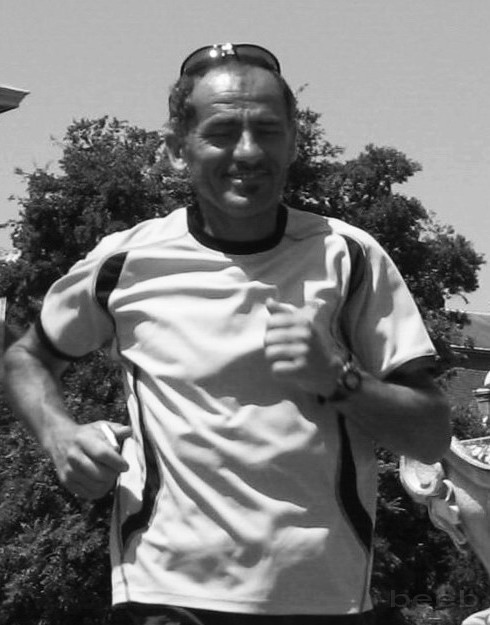
Yiannis Kouros à Keszthely, en Hongrie, après avoir remporté une course de 212 km autour du lac Balaton, en 2008

En 1984 apparaît la légende grecque Yiannis Kouros aux 6 jours du New York Road Runners, dans laquelle il établit de nouveaux standards pour 48 heures, et bat le record vieux de 100 ans sur les six jours en parcourant 635 miles (1 021,933 km). Quelques mois plus tard, Yiannis Kouros participe aux 24 heures du SCMT à New York, dans laquelle il bat le record du 100 miles en 11 h 46 min et brise le record absolu des 24 heures avec 177 miles (285 km). Un an plus tard dans la même course, mais courant dans les vents forts de l'ouragan Gloria, Yiannis améliore son propre record avec 178 miles,.
Le SCMT organise des championnats nationaux et mondiaux en 1988 et 1989 à Flushing Meadow, dont le championnat du monde IAU des 1 000 miles. Yiannis Kouros réalise le record du monde toujours actuel en 10 jours 10 heures 30 min et 36 s, battant le précédent record de Stu Mittleman dans la même course deux ans plus tôt,. Suprabha Beckjord (en) remporte la course féminine de 700 miles et améliore le record américain. Sandra Barwick, de Nouvelle-Zélande, établit un nouveau standard mondial pour les femmes sur 1 000 miles, en 14 jours et 20 heures.
L'année suivante, Rae Clark réalise un nouveau record américain sur 100 miles, tandis que Ann Trason s'attribue le record du monde pour les dames et améliore le record des 24 heures pour leur championnat national. Plus tard cette année-là, le Canadien Al Howie devient la première personne à compléter la distance de 1 300 miles dans une course certifiée, en 17 jours et 9 heures.
En 1991, Ann Trason établit un nouveau record du monde sur les 100 miles en 13 heures et 47 minutes. Al Howie revient pour améliorer son propre record de 13 heures sur 1 300 miles et Sandra Barwick devient la première femme à parcourir la distance dans une course certifiée, en pulvérisant au passage le record des 1 000 miles de deux jours. En 1995, le Letton Georgs Jermolajevs ramène les 1 300 miles à 16 jours 14 heures.
La plus longue course du monde est de 2 700 miles (4 345 km) en 1996 et dure 47 jours au maximum, avec cinq finisseurs parmi les six coureurs engagés dont Georgs Jermolajevs qui règne à nouveau et établit de nouveaux standards mondiaux sur 3000 et 4 000 km ainsi que sur 2 700 miles, en 40 jours 11 heures. Un an plus tard, la nouvellement née course de 3 100 miles (4 989 km) est remporté par l'Américain Edward Kelley en 47 jours et 15 heures et parcourt même 7 miles de plus pour atteindre la barre des 5 000 km. Chez les femmes, Suprabha Beckjord termine la course deux jours plus tard, et l'année suivante en 1998, elle établit un record qui tiendra 17 années, en 49 j 14 h 30 min 54 s. Le Hongrois Istvan Sipos, lui, améliore le précédent record de 22 heures.
Dans les 24 heures sur piste Sri Chinmoy Festival of Running d'Australie de 1997 à Adélaïde, Yiannis Kouros établit le nouveau record mondial, encore non battu en 2017, de plus de 188 miles (303,5 km). Et en 1998, dans les 24 heures Self-Transcendence de Bâle, c'est le record du monde sur route que Yiannis Kouros accomplit avec 290,221 km,.
En 2001, l'Australienne Dipali Cunningham (en) revient pour briser le record féminin des six jours avec 513 miles (825,59 km). À 82 ans, l'Américain Ted Corbitt, parcourt 303 miles (487,631 km), un record mondial toujours en vigueur dans sa catégorie d'âge,. L'Autrichienne Paula Mairer bat le record féminin des 1 300 miles en 17 jours et 21 heures, brisant le record de dix ans de Sandra Barwick. Le Lituanien Rimantas Jakelaitis réalise un nouveau record mondial sur les 10 jours en parcourant 1 450 km.
Un an plus tard, l'Allemand Madhupran Wolfgang Schwerk pulvérise le record des 3 100 miles en 42 jours 13 heures 24 min, soit près de quatre jours sous le record précédent de 1997. À l'automne, Paula Mairer bat deux records mondiaux féminins sur 1 000 km et 700 miles (1 126,541 km) dans la course des 700 miles de l'Ultra Trio établit 11 ans plus tôt par Sandra Barwick. En 2006, Schwerk améliore son propre record de plus d'une journée, en 41 j 08 h 16 min 29 s, record qui tient pendant 9 ans.
En 2014, Kaneenika Janakova réalise un nouveau record du monde féminin sur les 10 jours avec 1 169,993 km. Un an plus tard, c'est Ashprihanal Pekka Aalto qui améliore le record du 3 100 miles en 40 jours 09 heures 06 min 21 s, et en 2017, Kaneenika Janakova, en 48 jours 14 heures 24 min 10 s. L'année suivante, les records masculin et féminin du 3 100 miles tombent grâce au Finlandais Ashprihanal Aalto en 40 j 09 h 06 min 21 s et à Paula Mairer en 49 j 07 h 52 min 24 s. En 2017, la Slovaque Kaneenika Janakova bat le record de l'épreuve en 48 j 14 h 24 min 10 s.

### Philosophie
Le SCMT a été créé dans l’idée d’un service au profit de la communauté des coureurs et pour aider à promouvoir le développement personnel et l’harmonie à travers le sport. Dans le même esprit, il est aussi l'organisateur de la Peace Run, un relais de course à pied mondial qui promeut l'amitié et la compréhension entre les hommes.

## En France
En France, le SCMT existe depuis 1981 et organise aujourd'hui chaque année des 2 miles, un marathon et un 50 et 100 km. Le record du SCMT en France sur le 100 km est réalisé en 1992 par Denis Gack en 7 h 13 min 20 s. Huguette Jouault réalise 8 h 14 min 59 s en 1991. En 2012, sur le 7e 50 km Self-Transcendance à Paris, Emmanuel Fontaine et Anne-Cécile Fontaine accomplissent respectivement 3 h 38 min 46 s – son meilleur temps sur 50 km – et 4 h 20 min 44 s,. Le meilleur temps des 2 miles est effectué par Laid Bessou en 2008 en 9 min 42 s.
D'autres courses ont eu lieu en France dont des 12 et 24 heures. En 1991, Le Hongrois Istvan Sipos parcourt 222,517 km aux 24 heures Self-Transcendance sur piste à Issy-les-Moulineaux et la Tchèque Jaroslava Karpiskova réalise 169,620 km en 1990. Sur les 12 heures Self-Transcendence à Paris, l'Allemand Peter Mann accomplit 138,880 km en 1989.

## Records du monde du SCMT
Les records du monde réalisés sur les épreuves du SCMT et toujours actuels en 20191 sont indiqués pour toutes les catégories d'âge confondues :
1 À l'exception d'Ann Trason qui laisse son record à Camille Herron en 2017 aux 100 miles sur route de Tunnel Hill en 12 h 42 min 40 s.
| course             | homme               | âge | résultat              | année | femme                  | âge | résultat               | année |
| ------------------ | ------------------- | --- | --------------------- | ----- | ---------------------- | --- | ---------------------- | ----- |
| 100 miles route1   |                     |     |                       |       | Ann Trason             | 30  | 13 h 47 min 41 s       | 1991  |
| 24 heures route    | Yiannis Kouros      | 42  | 290,221 km            | 1998  |                        |     |                        |       |
| 24 heures piste    | Yiannis Kouros      | 41  | 303,506 km            | 1997  |                        |     |                        |       |
| 1 000 km route     | Yiannis Kouros      | 32  | 5 j 20 h 13 min 40 s  | 1988  | Paula Mairer           | 43  | 7 j 16 h 08 min 37 s   | 2002  |
| 6 jours route      | Yiannis Kouros      | 32  | 1 028,370 km*         | 1988  | Dipali Cunningham (en) | 50  | 825,593 km             | 2009  |
| 10 jours route     | Rimantas Jakelaitis | 46  | 1 450,019 km          | 2001  | Kaneenika Janakova     | 44  | 1 169,993 km           | 2014  |
| 1 500 km route*    | Yiannis Kouros      | 32  | 9 j 14 h 30 min 44 s  | 1988  | Sandra Barwick         | 42  | 11 j 16 h 51 min 33 s  | 1991  |
| 1 000 miles route  | Yiannis Kouros      | 32  | 10 j 10 h 30 min 36 s | 1988  | Sandra Barwick         | 42  | 12 j 14 h 38 min 40 s* | 1991  |
| 2 000 km route*    | Rimantas Jakelaitis | 45  | 15 j 10 h 06 min 02 s | 2000  | Sandra Barwick         | 42  | 17 j 03 h 01 min 12 s  | 1991  |
| 2 000 km piste     |                     |     |                       |       | Silvia Andonie         | 41  | 19 j 20 h 26 min 07 s  | 1997  |
| 1 300 miles route  | Rimantas Jakelaitis | 45  | 16 j 00 h 28 min 10 s | 2000  | Paula Mairer           | 42  | 17 j 21 h 13 min 39 s  | 2001  |
| 3 000 km route*    | Ashprihanal Aalto   | 44  | 24 j 04 h 06 min 04 s | 2015  | Kaneenika Janakova     | 46  | 29 j 03 h 10 min 18 s  | 2016  |
| 2 000 miles route* | Ashprihanal Aalto   | 44  | 26 j 00 h 35 min 45 s | 2015  | Kaneenika Janakova     | 46  | 31 j 05 h 54 min 14 s  | 2016  |
| 4 000 km route*    | Ashprihanal Aalto   | 44  | 32 j 06 h 35 min 55 s | 2015  | Kaneenika Janakova     | 47  | 39 j 04 h 08 min 48 s  | 2017  |
| 3 000 miles route* | Ashprihanal Aalto   | 44  | 39 j 04 h 39 min 10 s | 2015  | Kaneenika Janakova     | 47  | 47 j 04 h 19 min 20 s  | 2017  |
| 3 100 miles route  | Ashprihanal Aalto   | 44  | 40 j 09 h 06 min 21 s | 2015  | Kaneenika Janakova     | 47  | 48 j 14 h 24 min 10 s  | 2017  |
| 5 000 km route*    | Ashprihanal Aalto   | 44  | 40 j 12 h 30 min 26 s | 2015  | Kaneenika Janakova     | 47  | 48 j 17 h 41 min 49 s  | 2017  |

* split : le temps est pris en cours d'épreuve. Pour le 5 000 km, la course de 3 100 miles est prolongée du temps nécessaire pour accomplir la distance.

## Événements notables

### États-Unis
Événements notables aux États-Unis d'après le site officiel du SCMT américain :
- Sri Chinmoy Ten and Six Day Races : en avril à Flushing Meadows, New York (respectivement 22e et 20e éditions en 2017)
- Sri Chinmoy 7 & 13 Hour Ultra Solo & Team Relay Race : en mai à Magnuson Park, Seattle (6e édition en 2017)
- Self-Transcendence La Jolla Swim & Run : nage et course en mai à San Diego (10e édition en 2017)
- Self-Transcendence 3100 Mile Race : en 52 jours maximum de juin à août à New York (21e édition en 2017)
- Sri Chinmoy Marathon : en août autour du lac de Rockland à Valley Cottage, New York (16e édition en 2017)
- Self-Transcendence Masters Track and Field : en octobre à Glendale, Los Angeles (26e édition en 2017)

### France
Événements en France d'après le site officiel du SCMT français :
- 2 miles Sri Chinmoy : chaque mois au Bois de Vincennes à Paris
- Marathon Sri Chinmoy : en mars au Bois de Vincennes (18e édition en 2017)
- 50 et 100 km Sri Chinmoy en juin au Bois de Vincennes (respectivement 12e et 28e éditions en 2017)

### Autres pays

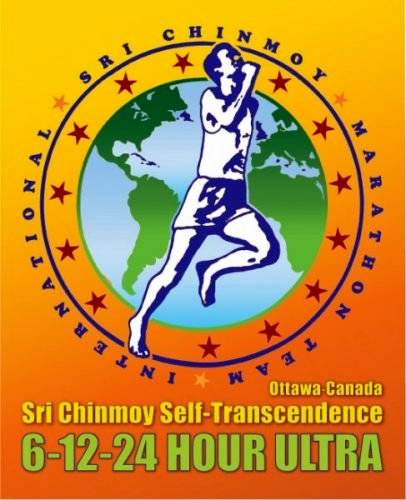
Ultras à Ottawa

- Sri Chinmoy 12+24 Stunden-Lauf mit Schweizerm : 12-24 h en mai à Bâle, Suisse (30e édition en 2017)[22]
- Sri Chinmoy Ultras Ottawa : 6-12-24 h, 50-100-200 km et 50–100 miles en juillet à Ottawa, Canada (11e édition)[23]
- Sri Chinmoy Marathon-Swim : 26 km nage en août à Zurich, Suisse (30e édition en 2017)[24]
- Self-Transcendence 12 and 24 Hour Race : en août à Oulan-Bator, Mongolie (9e édition en 2017)[25]
- Sri Chinmoy Peace-Mile 6 Hour Race (Solo & Relay) : en septembre à Munich, Allemagne (6e édition en 2017)[26]
- Self Transcendence 24 Hour Track Race London : en septembre à Londres, Angleterre (15e édition en 21017)[27]
- Sri Chinmoy Canberra Trail Ultra : 104 km en septembre à Canberra, Australie (5e édition en 21017)[28]
- Sri Chinmoy 6-12-24 Hour Track Races & 12-Hour Teams Relay : en octobre à Auckland, Nouvelle-Zélande (20e édition en 2017)[29]
- Sri Chinmoy Triple-Triathlon : 3 triathlons en solo ou relais en novembre à Canberra, Australie (20e édition en 2017)[30]

## Participants notables

### Internationaux

#### Yiánnis Koúros
Statistiques de Yiánnis Koúros d'après la Deutsche Ultramarathon-Vereinigung (DUV) :
- 100 Mile Road Races Sri Chinmoy en 1986
- 18 jours Ultra Trio Race Sri Chinmoy de New York en 1987
- Ultra Trio 1000 Mile Race Sri Chinmoy de New York en 1988
- 24 heures Sri Chinmoy Festival of Running d'Australie en 1997
- 24 heures Self-Transcendence de Bâle en 1998
- 24 heures Self-Transcendence de Berlin en 2012
- 24 heures Self-Transcendence d'Ottawa en 2012[32]

#### Don Ritchie
Statistiques de Don Ritchie d'après la DUV :
- 24 heures Self-Transcendence Track Race de Copthall en 1991
- 24 heures Self-Transcendence Track Race Tooting Bec en 1994, 1995, 1997, 2003, 2004
- 100 km Self-Transcendence d’Édimbourg en 1995, 1996

#### Don Choi
Statistiques de Don Choi d'après la DUV :
- Sri Chinmoy 1 000 mile Road Race de New York en 1985[35],[36], 1986
- Ultra Trio 1300 Mile Race Sri Chinmoy de New York en 1988
- 12 heures Self-Transcendance de Paris en 1989
- 24 heures Self-Transcendence de Bâle en 1990
- 24 heures Self-Transcendance d'Issy-les-Moulineaux en 1991

#### Al Howie
Statistiques d'Al Howie d'après la DUV :
- 24 heures Race Self-Transcendence d'Ottawa en 1986, 1987
- Ultra Trio 1300 Mile Race Sri Chinmoy de New York en 1989, 1991, 1994
- Ultra Trio 700 Mile Race Sri Chinmoy de New York en 1997

#### Ted Corbitt
Statistiques de Ted Corbitt d'après la DUV :
- 6 jours Race Self-Transcendence de New York en 2000, 2001

#### Stu Mittleman
Statistiques de Stu Mittleman d'après la DUV :
- 24 heures Race Sri Chinmoy de New York en 1982
- 1000 Mile Race de New York en 1986

#### William Sichel
Statistiques de William Sichel d'après la DUV :
- 100 km Self-Transcendence d’Édimbourg en 1994, 1995, 1999, 2000
- 24 heures Self-Transcendence Track Race Tooting Bec en 1996, 2006, 2008, 2015
- 24 heures Self-Transcendence de Bâle en 2000, 2003, 2005, 2007
- 24 heures Race Self-Transcendence de Cologne en 2002
- 48 heures Race Self-Transcendence de Cologne en 2003
- 6 jours Race Self-Transcendence de New York en 2012
- 3100 Mile Race Self-Transcendence de New York en 2014
- 100 km Self-Transcendence de Perth en 2016

#### Sandra Barwick
Statistiques de Sandra Barwick d'après la DUV :
- Ultra Trio 1000 Mile Race Sri Chinmoy de New York en 1988
- Ultra Trio 1300 Mile Race Sri Chinmoy de New York en 1991
- 24 heures Sri Chinmoy Festival of Running d'Australie en 1993

#### Silvia Andonie
Statistiques de Silvia Andonie d'après la DUV :
- Ultra Trio 1000 Mile Race Sri Chinmoy de New York en 1993, 1994
- 6 jours Race Self-Transcendence de New York en 2000, 2001

#### Peter Mann
Statistiques de Peter Mann d'après la DUV :
- 12 heures Self-Transcendance de Paris en 1989

#### Ann Trason
Statistiques d'Ann Trason d'après la DUV :
- 24 heures Race Sri Chinmoy de New York en 1989

### Français

#### Serge Girard
Statistiques de Serge Girard d'après la Deutsche Ultramarathon-Vereinigung (DUV) :
- 48 heures Race Self-Transcendence de Cologne en 2005
- 48 heures Race Self-Transcendence de Kladno en 2015

#### Max Courtillon
Statistiques de Max Courtillon d'après la DUV :
- 24 heures Self-Transcendence de Bâle en 1989, 1994, 1997
- 24 heures Self-Transcendance de Paris en 1990
- 24 heures Self-Transcendance d'Issy-les-Moulineaux en 1991
- 100 km Self-Transcendance de Paris en 1993

#### Gérard Stenger
Statistiques de Gérard Stenger d'après la DUV :
- Marathon Sri Chinmoy de Paris en 1989, 1991, 1994, 1995, 2000[48]
- 100 km Self-Transcendance de Paris en 1988, 1989, 1990, 1992, 1993, 2000
- 12 heures Self-Transcendance de Paris en 1990
- 24 heures Self-Transcendence de Bâle en 1990

#### Henri Girault
Statistiques de Henri Girault d'après la DUV :
- 100 km Self-Transcendance de Paris en 1988, 1989, 1991, 1993, 1994, 1995, 1996, 2000, 2003

#### Jean-Pierre Guyomarc'h
Statistiques de Jean-Pierre Guyomarc'h d'après la DUV :
- 24 heures Self-Transcendence de Bâle en 1997

#### Marie Mayeras-Bertrand
Statistiques de Marie Mayeras-Bertrand d'après la DUV :
- 24 heures Self-Transcendence de Bâle en 1997

#### Anne-Cécile Fontaine
Statistiques de Anne-Cécile Fontaine d'après la DUV :
- 50 km Self-Transcendance de Paris en 2012[17]

#### Véronique Jehanno
Statistiques de Véronique Jehanno d'après la DUV:
- 100 km Self-Transcendance de Paris en 2008[54]

#### Huguette Jouault
Statistiques de Huguette Jouault d'après la DUV :
- 100 km Self-Transcendance de Paris en 1991

#### Pascale Mahé
Statistiques de Pascale Mahé d'après la DUV :
- Marathon Sri Chinmoy de Paris en 1990, 2012[57],[58]
- 12 heures Self-Transcendance de Paris en 1990
- 100 km Self-Transcendance de Paris en 1992
- 24 heures Self-Transcendence de Bâle en 1997

#### Denis Gack
Statistiques de Denis Gack d'après la DUV :
- 100 km Self-Transcendance de Paris en 1992
- Marathon Sri Chinmoy de Paris en 2014[60],[61]

#### Christophe Rochotte
Statistiques de Christophe Rochotte d'après la DUV :
- 24 heures Self-Transcendence de Bâle en 1994
- 100 km Self-Transcendance de Paris en 1997
- 10 jours Race Self-Transcendence de New York en 1998
- 6 jours Race Self-Transcendence de New York en 1999, 2000

#### Emmanuel Conraux
Statistiques de Emmanuel Conraux d'après la DUV :
- 24 heures Self-Transcendence de Bâle en 1999, 2000 et 2011
- 100 km Self-Transcendence de Winterthour en 2004
- 6 heures Self-Transcendence de Nuremberg en 2014

#### Claude Hardel
Statistiques de Claude Hardel d'après la DUV :
- 100 km Self-Transcendance de Paris en 2003 et 2006